# Park Güell
Park Güell (hiszp. Parque Güell, katal. Parc Güell) – duży ogród z elementami architektonicznymi w Barcelonie przy ulicy Olot, bocznej alei Santuari de la Muntanya, w północno-centralnej części miasta.
Zaprojektowany przez katalońskiego architekta Antoniego Gaudíego na życzenie jego przyjaciela Eusebiego Güella, przemysłowca barcelońskiego, który – zauroczony angielskimi „miastami-ogrodami” – przedsięwzięcie sfinansował. Projekt w założeniu miał być osiedlem dla bogatej burżuazji, obejmującym 60 działek na powierzchni ok. 20 ha w pobliżu tzw. Łysej Góry. Prace trwały w latach 1900-1914. Projektu tego Gaudí nigdy nie ukończył. Powstało jedynie pięć budynków: dwa pawilony po dwóch stronach głównego wejścia oraz trzy inne w samym parku. W jednym z nich od roku 1906 mieszkał sam Gaudí. W 1922 roku władze Barcelony wykupiły teren i przekształciły go w park miejski.
Park jest otoczony murem, zbudowanym z kamieni o nieregularnym kształcie. Znajduje się w nim siedem bram. Nad główną bramą znajdują się dwa medaliony ze słowami „Park” i „Güell”, ułożonymi za pomocą mozaiki trencadis – kawałków potłuczonych, ceramicznych płytek. Park składa się z wielu fragmentów zieleni, pociętych systemami krętych ścieżek, mostków i ciągami schodów. Najciekawszymi elementami parku są:
- Dawna brama wejściowa z kutego żelaza wraz z przyległymi do niej dwoma pawilonami, wzniesionymi w latach 1901-1902.
- Schody wejściowe do głównego pawilonu[1]. Gaudí umieścił w nich trzy wysepki; pierwszej nadał formę groty, drugiej – węża na tle katalońskiej flagi – symbolu mądrości, na trzeciej jest rzeźba El Drac (kat. smok). El Drac w przewodnikach jest zwykle określany jako salamandra (mimo że jej nie przypomina). Według Zerbsta symbolizuje on raczej mitologicznego Pytona, czyli smoka będącego strażnikiem podziemnych wód[2]. Za rzeźbą El Drac w Parku Güell jest zbiornik na deszczówkę.
- Sala Kolumnowa[3] (tzw. Sala Stu Kolumn) – główny pawilon o wymiarach 86 × 40 m, który miał służyć za targ. Wbrew nazwie liczy jedynie 86 kolumn o wzorach antycznych, w których wnętrzach są specjalne kanały umożliwiające spływ wody z położonego nad pawilonem tarasu. Dach sali ma kształt falisty i ułatwia tym bardziej spływ deszczówki.
- Taras nad pawilonem kolumnowym przez architekta był nazywany teatrem greckim[4]. Opasany jest wyjątkowo długą, wykładaną mozaiką ławką, która jest jednocześnie gzymsem pawilonu pod nim. Jej szczegółowy projekt dopracował Josep Maria Jujol.
- Dom, w którym mieszkał Gaudí (Casa-Museu Gaudí) nim przeprowadził się w pobliże Sagrada Familia. Mieści się tam muzeum artysty.

W 1969 roku wpisano park na listę narodowych dóbr kultury, a od 1984 roku obiekt znajduje się na Liście światowego dziedzictwa UNESCO.